# Piercing okolic twarzy
Ten artykuł opisuje różne rodzaje piercingu zlokalizowanego na twarzy lub w jej okolicach.

## Nos
Istnieje wiele różnych możliwości piercingu nosa. Przebicia tego rodzaju zwykle zaleczają się w ciągu 10 do 12 tygodni.

### Nostril (płatek nosa)
Jest to częsty rodzaj piercingu nosa. Kojarzony z kulturą orientalną, jest od wieków wykonywany w Indiach i w Nepalu. Jest tam wykonywany zazwyczaj w lewym nozdrzu u dziewcząt, gdyż wierzy się, że ułatwia to poród. W ostatnich latach zyskał popularność w kulturze zachodu, gdzie jest kojarzony z subkulturami punk i emo. Jako biżuterię zazwyczaj stosuje się pierścień lub prosty kolczyk. Przypuszcza się, że przebicia z tunelem jako biżuteria zwiększają prawdopodobieństwo kataru.

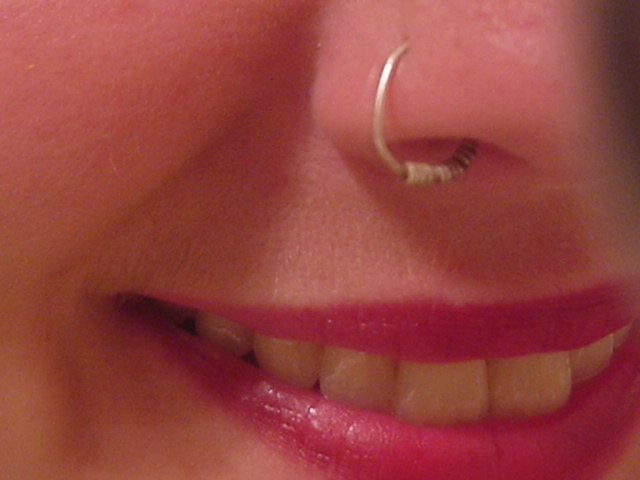
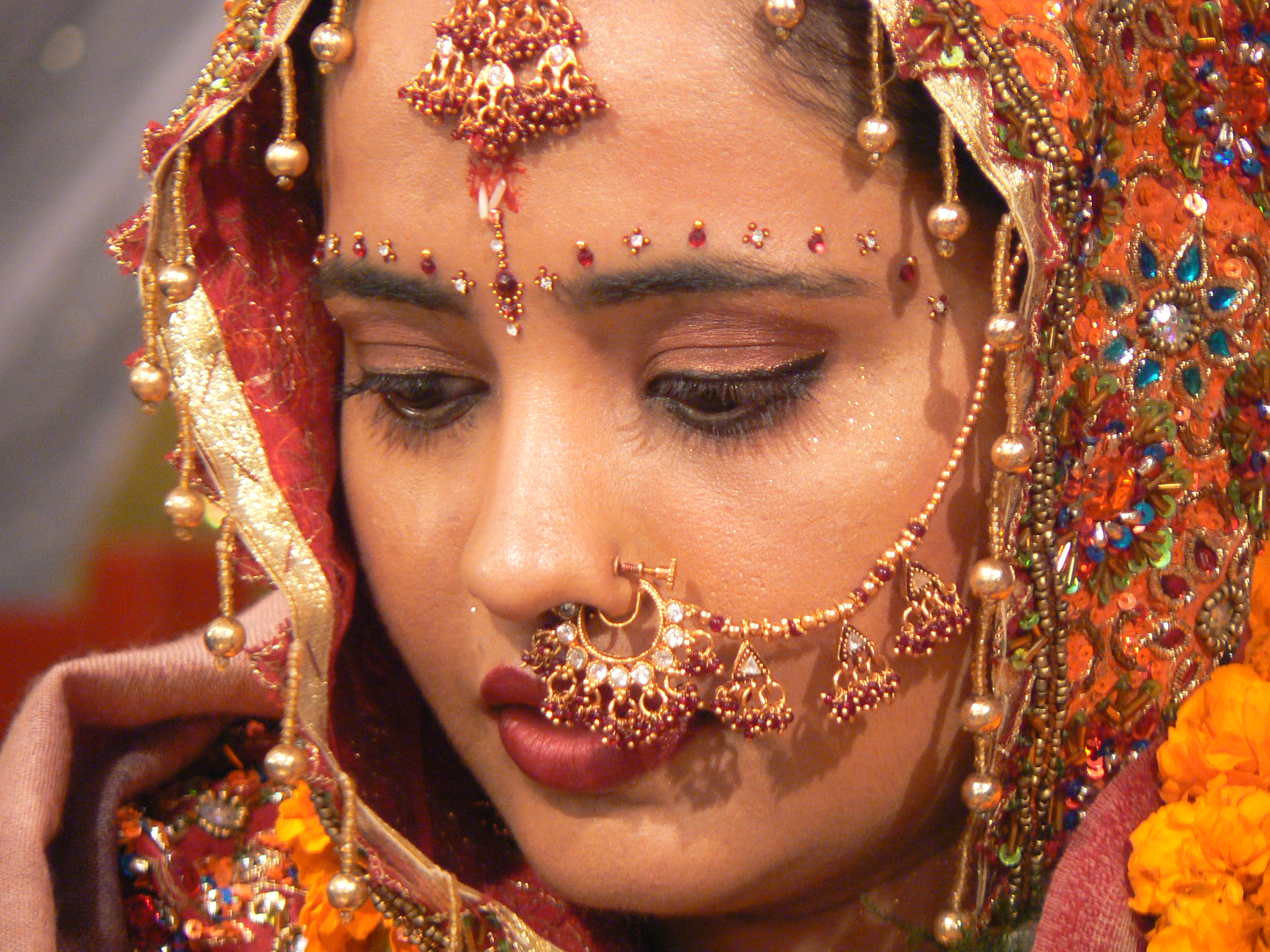
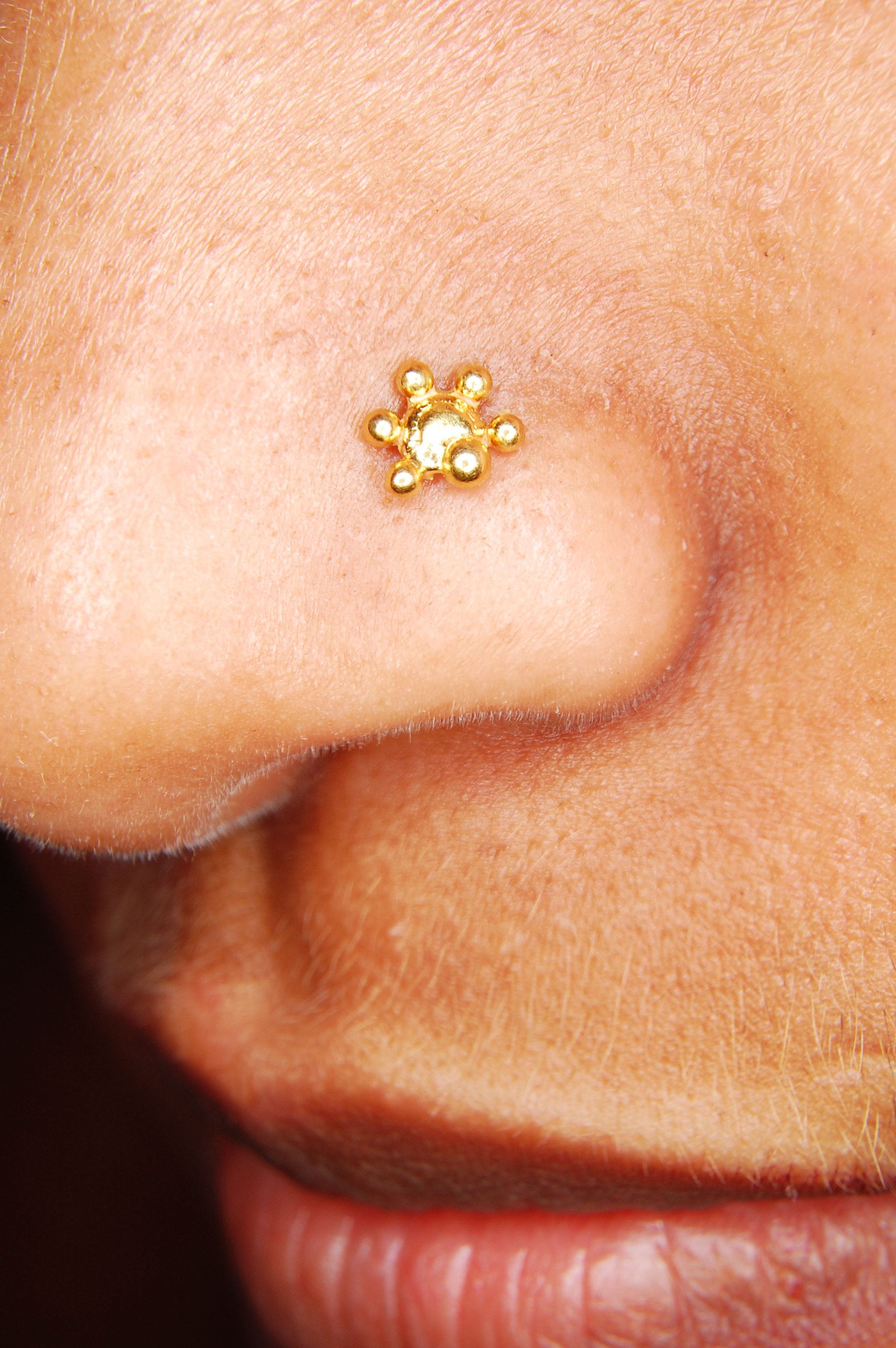

### Septum (przegroda nosowa)
Kolczyk tego rodzaju jest zwykle kojarzony z prymitywnymi kulturami. Zazwyczaj otwór dla biżuterii nie jest wykonywany bezpośrednio w tkance chrzęstnej przegrody nosowej, lecz poniżej niej, w płacie skóry, który ją okrywa. Procedura może być bolesna ze względu na duże unerwienie tego obszaru. Biżuterią zwykle są pierścienie lub proste kolczyki.

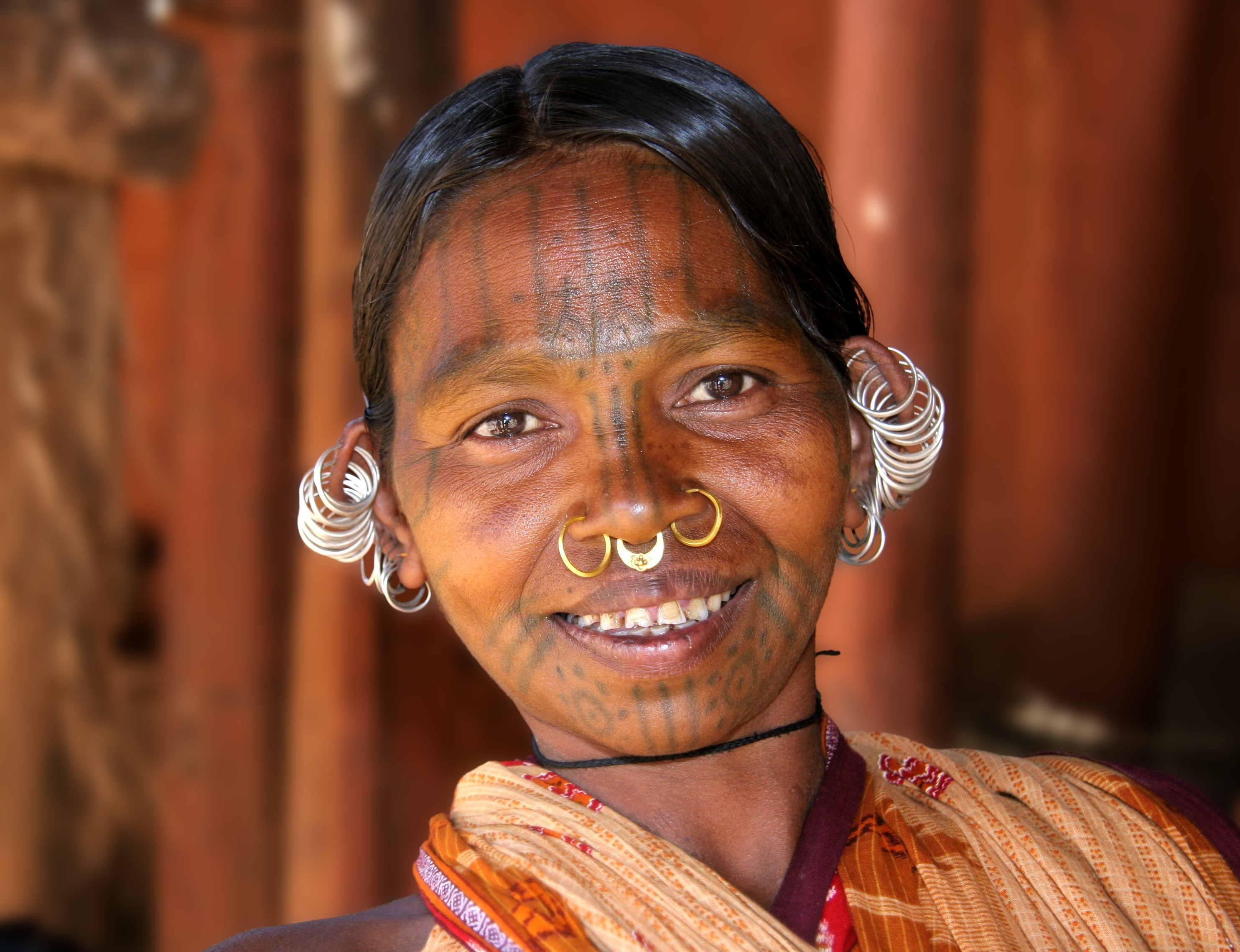
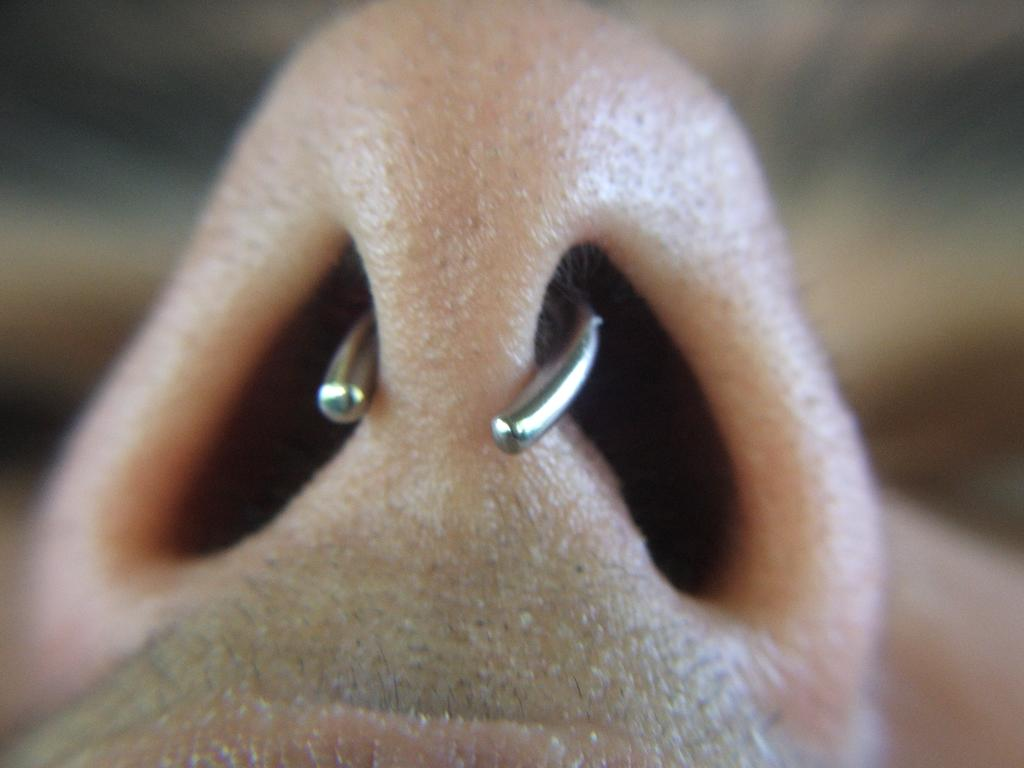

### Bridge
Jest to rzadszy rodzaj piercingu nosa. W tym przypadku przebicie przechodzi przez skórę znajdującą się nad nosem. Otwór nigdy nie przechodzi przez chrząstkę.

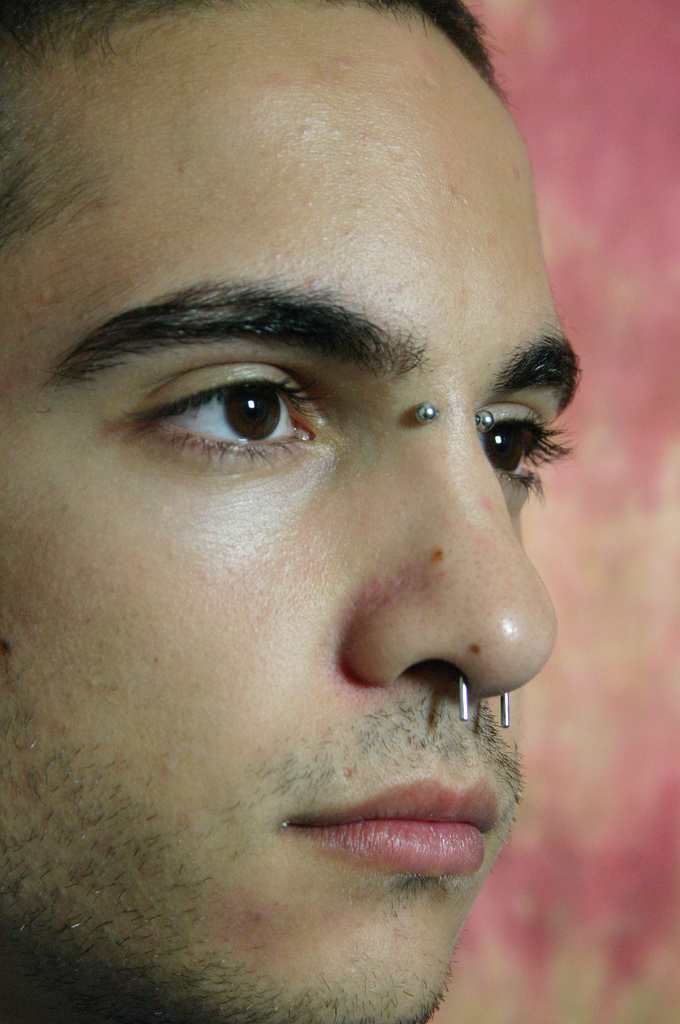

## Język i jama ustna
Ze względu na swoją charakterystykę przebicia języka i inne zlokalizowane w jamie ustnej zachowują się i są traktowane nieco inaczej niż inne kolczyki. Biżuteria w jamie ustnej jest ciałem obcym i w wypadku obluzowania się jej istnieje zagrożenie udławienia się.

### Język

#### Opis
Piercing języka zazwyczaj odbywa się na środku lub symetrycznie (wtedy zwykle nazwane są „venoms”). Przebicia tego rodzaju mogą być bolesne. W ciągu doby może nastąpić puchnięcie języka. Z tego względu biżuteria na czas leczenia jest dłuższa niż normalna. Podczas okresu gojenia niektóre pokarmy powinny być unikane, takie jak nabiał czy kawa. Czas gojenia się wynosi około miesiąca. Piercing tego rodzaju oprócz walorów estetycznych ma również działanie funkcjonalne. Zwolennicy głoszą, że zwiększa on przyjemność czerpaną z całowana jak i też ze stosunku oralnego. Zaleca się żeby płukać usta po każdym posiłku.
Podczas ankiety przeprowadzonej na Uniwersytecie Nowojorskim odkryto, że 16% kobiet i 4% mężczyzn posiadało piercingi języka.

#### Zagrożenia
Piercing języka wykonywany przez piercera jest bezpieczny, lecz w niektórych przypadkach mogą wystąpić komplikacje, takie jak mocne krwawienie lub zakażenie. W bardzo rzadkich przypadkach osoby przekłute potrzebowały opieki szpitalnej. Biżuteria zbyt długa może powodować ubytki w uzębieniu, jeżeli zostanie ona ugryziona.

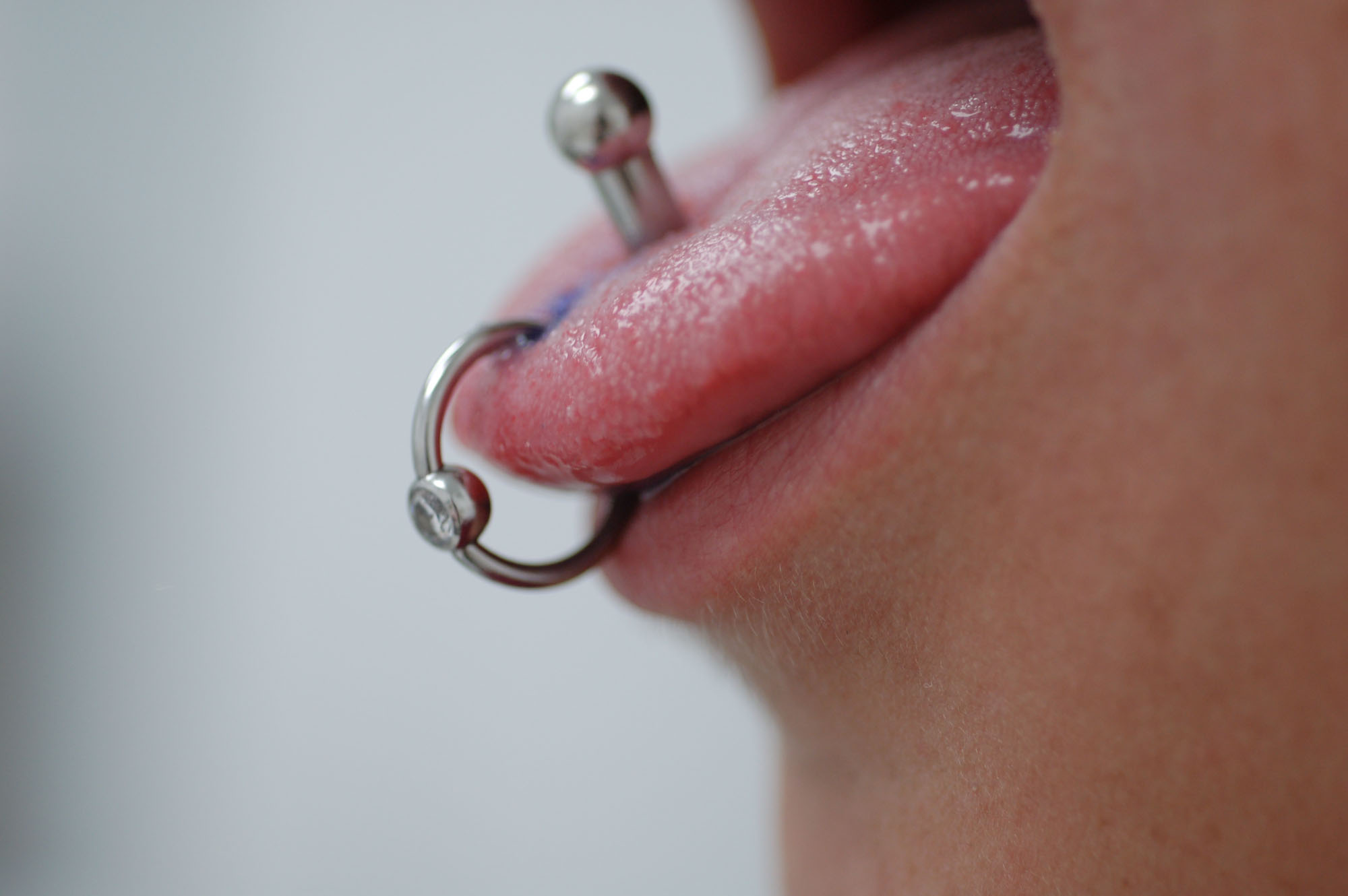
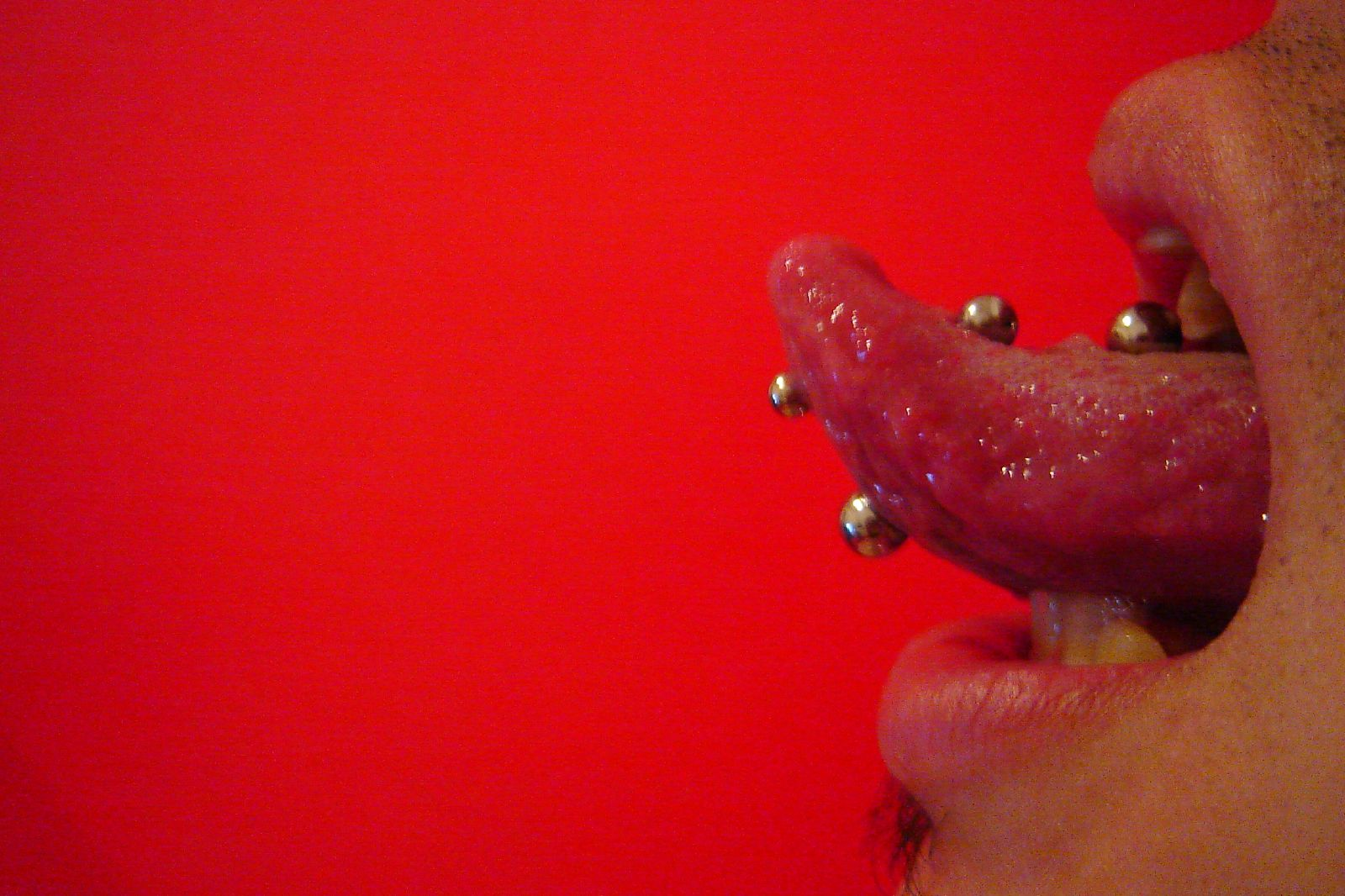
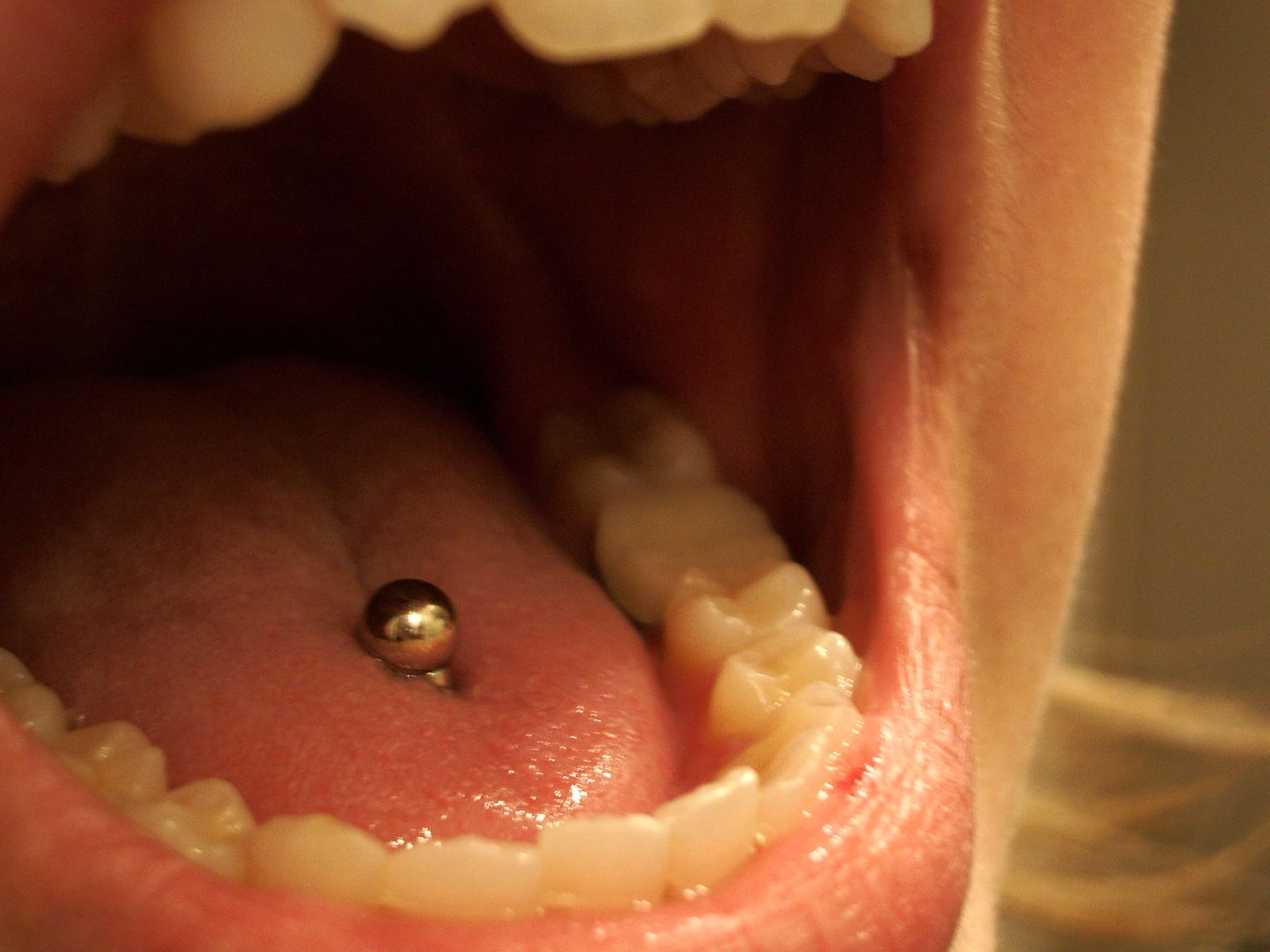

### Tongue web (wędzidełko)
Piercing rzadszy od zwykłego piercingu języka, przechodzi przez więzadło pod językiem. Więzadło musi być na tyle rozwinięte aby móc utrzymać biżuterię. Czas gojenia wynosi zwykle około miesiąca. Pielęgnacja i zagrożenia z tym związane są podobne do tych dla zwykłego piercingu języka.

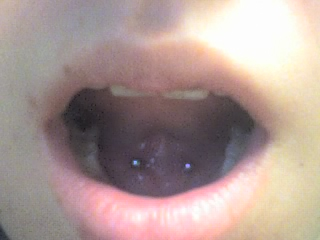
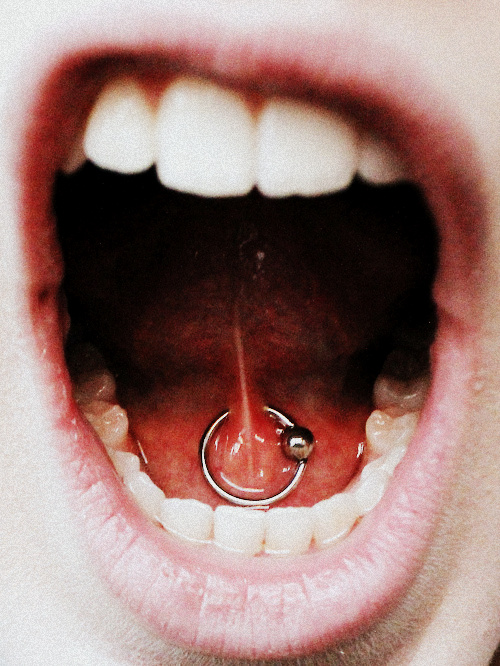

### Uvula (języczek)
Piercing ten jest skrajnie rzadki, toteż niewiele na jego temat jest wiadomo. Piercing ten nie wywołuje odruchu wymiotu. Przez dłuższy czas wiele salonów piercingu odmawiały jego wykonania, twierdząc, że jest on niebezpieczny. Procedura jest jednak skomplikowana, przy czym osoba przebijana może się udławić oraz możliwe jest uszkodzenie języczka.

## Wargi
Piercingi wargi mają dużo wariantów. Czas leczenia się tego rodzaju przebić wynosi zwykle od 6 do 10 tygodni. Ich potencjalnym zagrożeniem jest podrażnienie dziąseł.
Biżuterią zwykle stosowaną w tych piercingach to zwykle pierścienie lub labrety.

### Monroe (Madonna)
Ten piercing zyskał swoją nazwę od Marilyn Monroe, gdyż ona w tym miejscu przyklejała swój słynny pieprzyk. Jest on zlokalizowany powyżej górnej wargi.

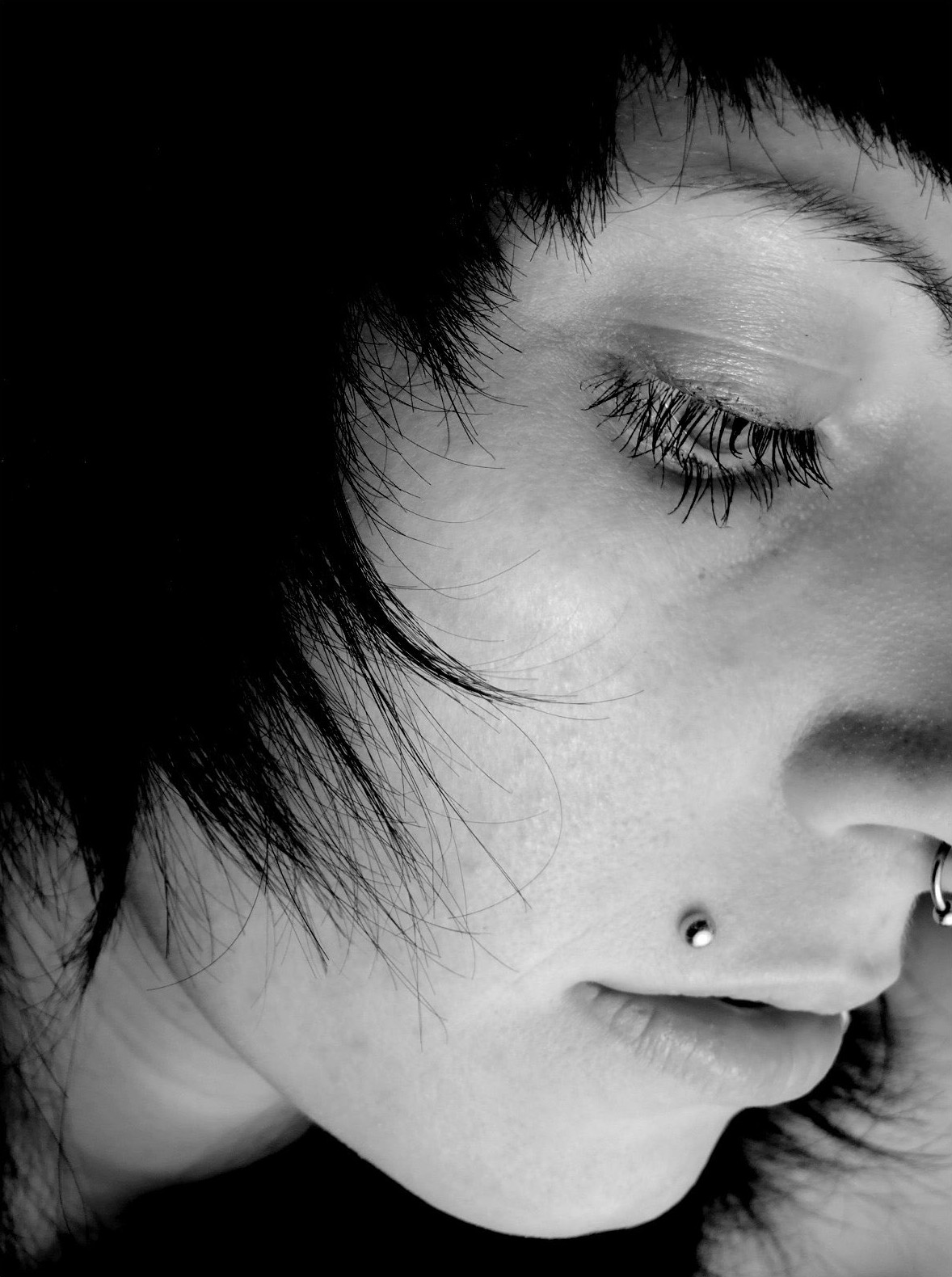
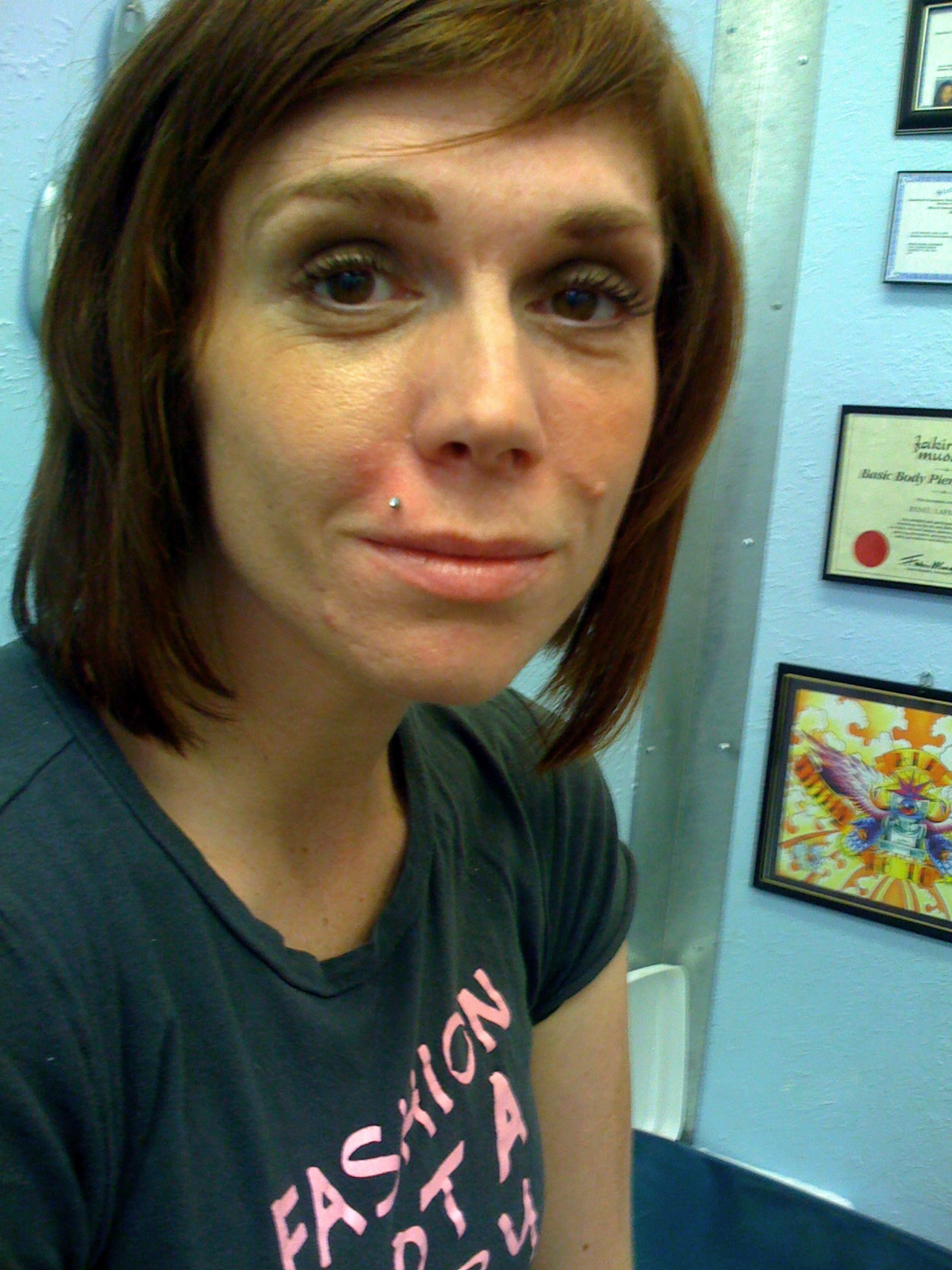
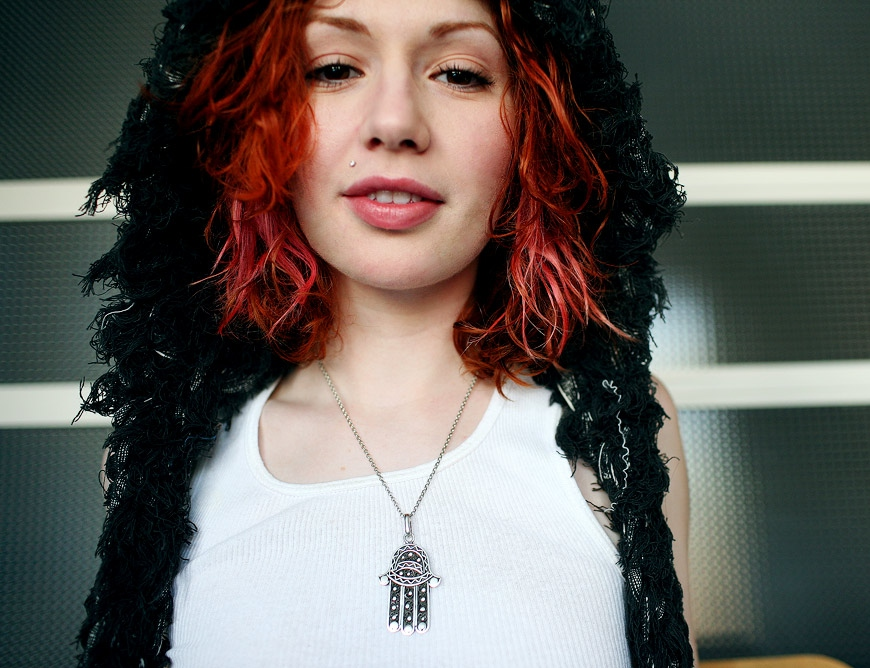
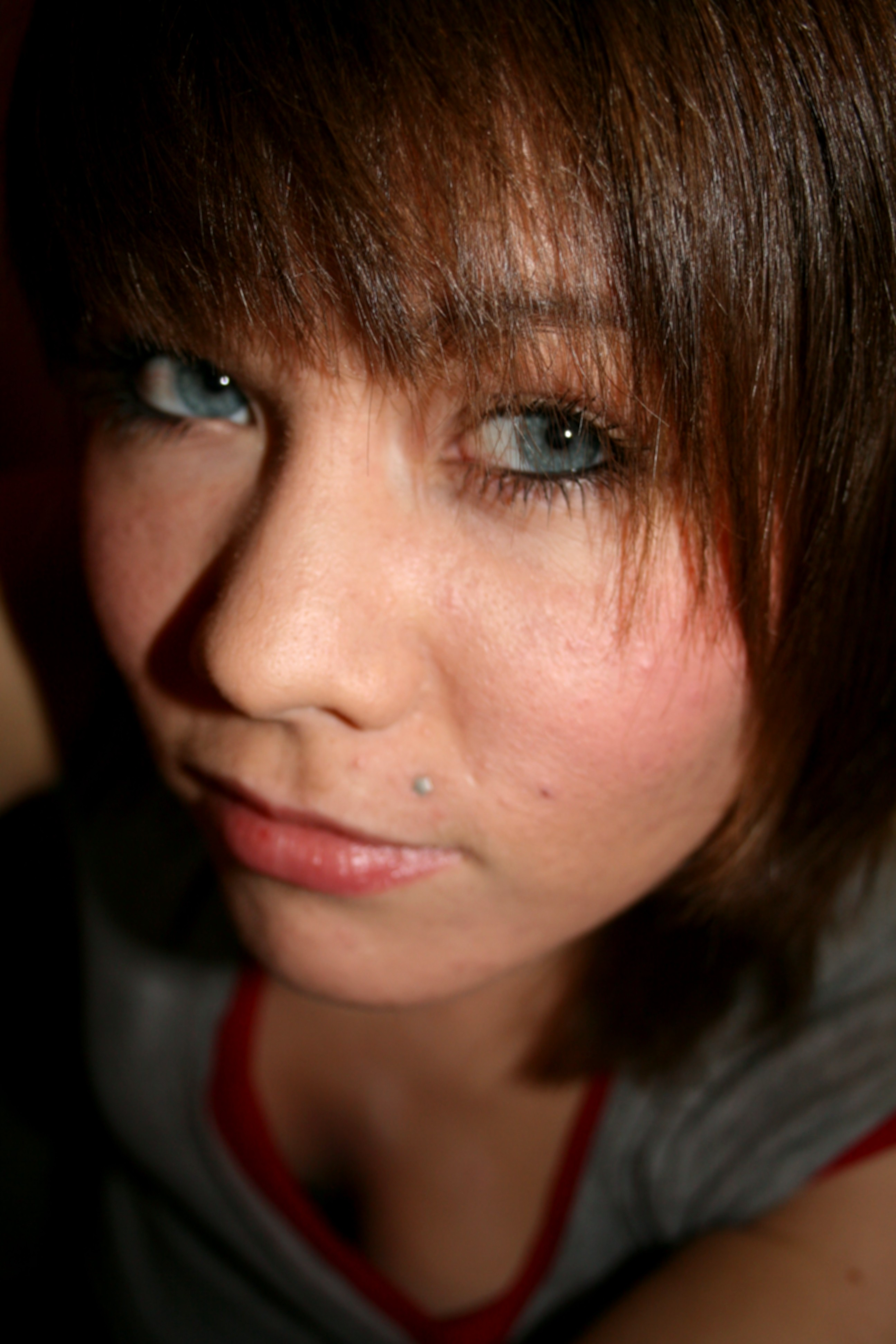

### Labret
Piercing typu labret to zwykle piercing znajdujący się poniżej dolnej wargi, lecz może oznaczać także inne piercingi zlokalizowane dookoła ust.

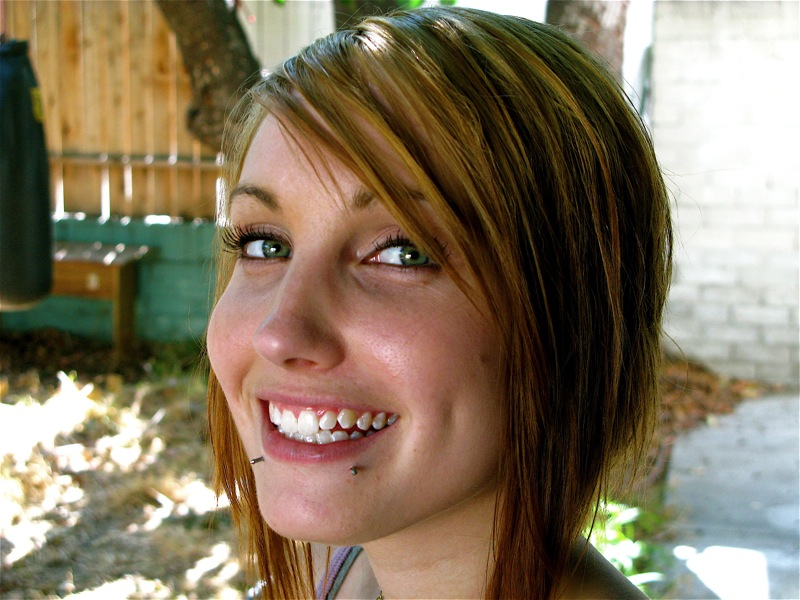
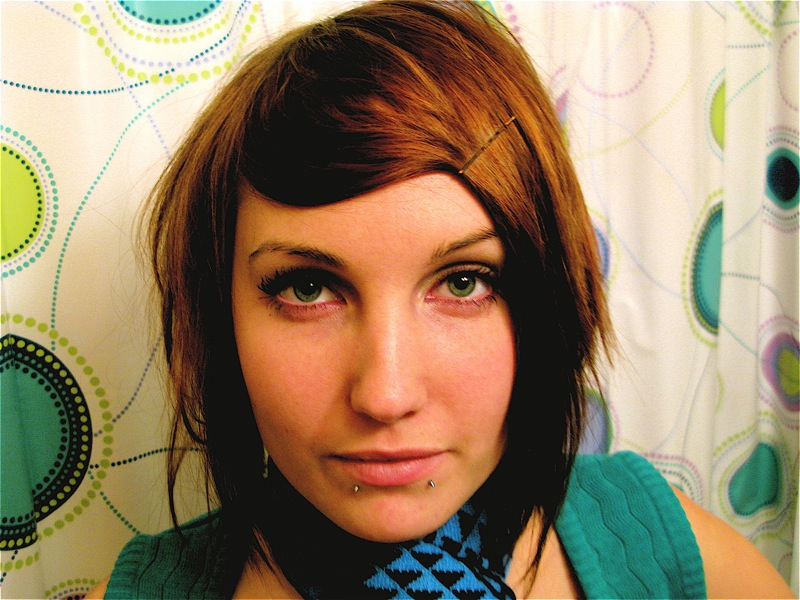

### Medusa
Medusa to piercing znajdujący się na środku powyżej górnej wargi.

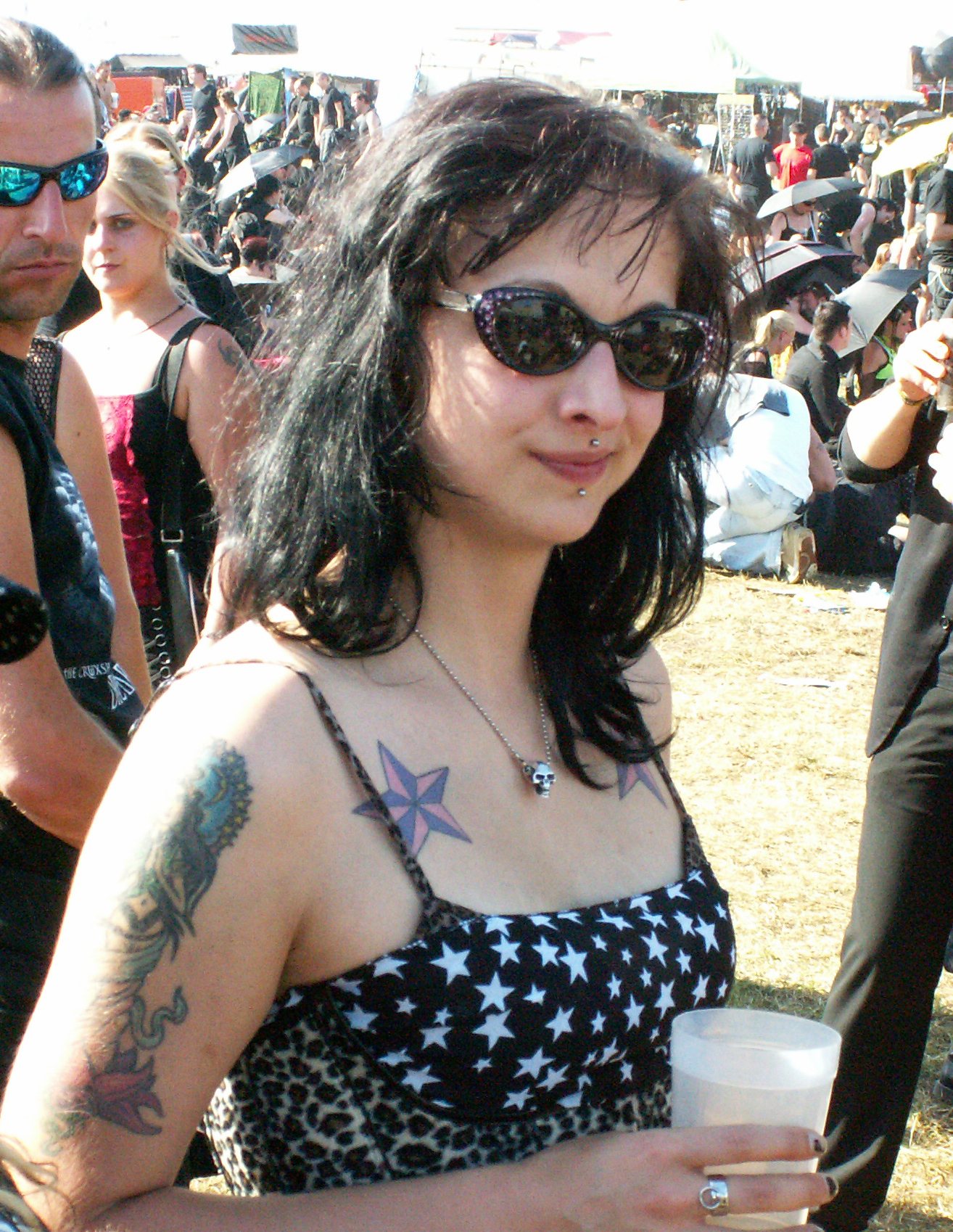
Kobieta z labret i medusa piercing.
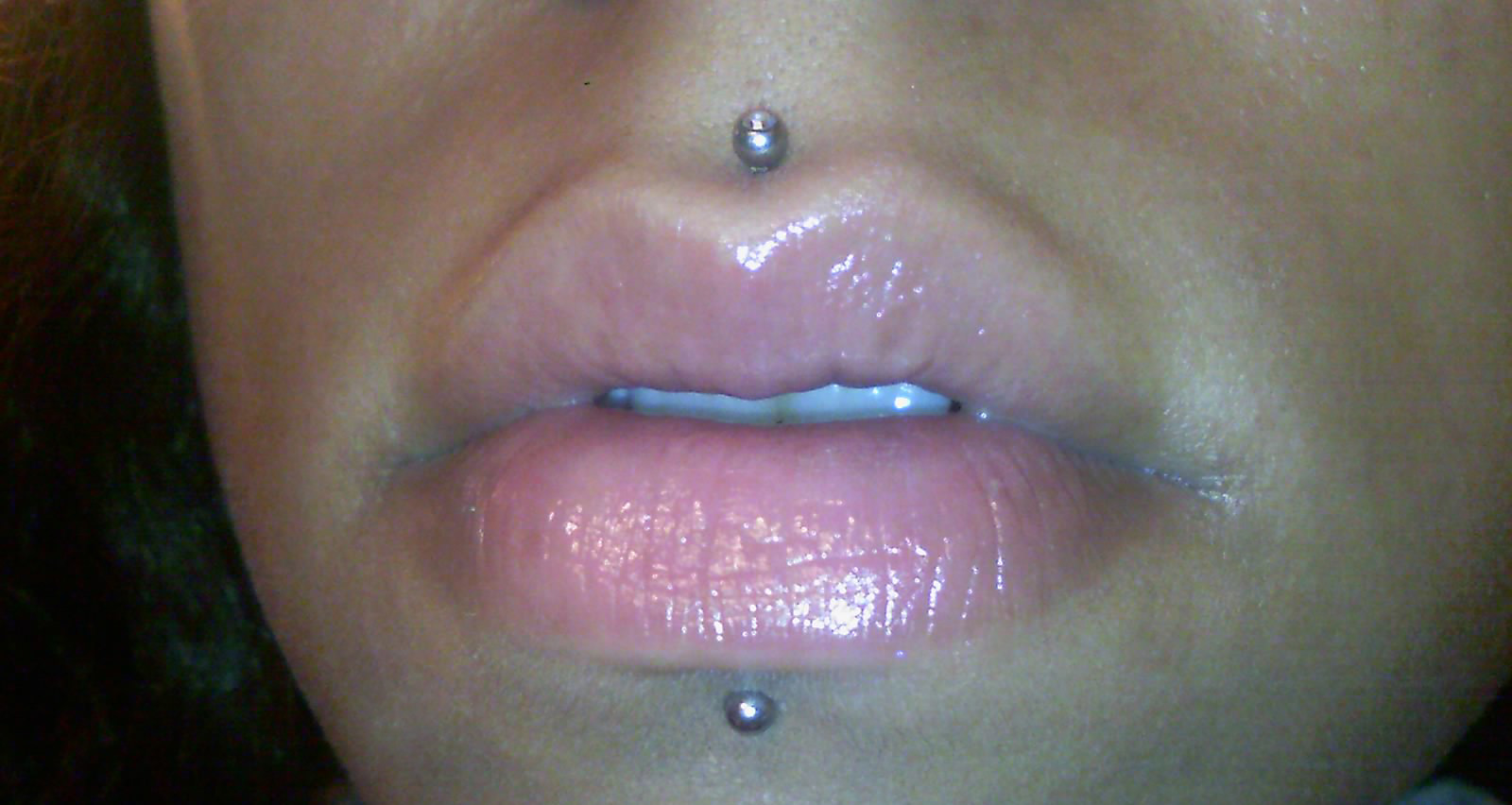
Górny piercing to medusa a dolny to labret.

#### Jestrum
Jestrum to wariant Medusy różniący się tym, że drugi koniec biżuterii jest widoczny.

## Inne

### Eyebrow i anti-eyebrow
Piercing typu eyebrow jest położony na brwi, podczas gdy anti-eyebrow jest położony poniżej brwi. Czas leczenia wynosi zwykle 6 do 8 tygodni.

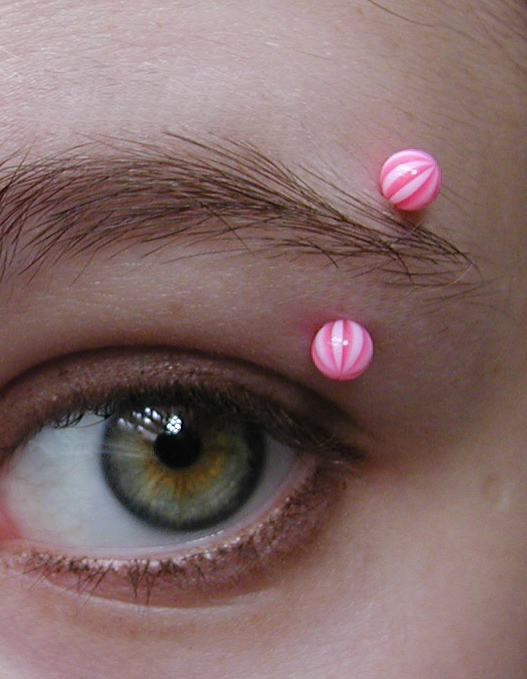
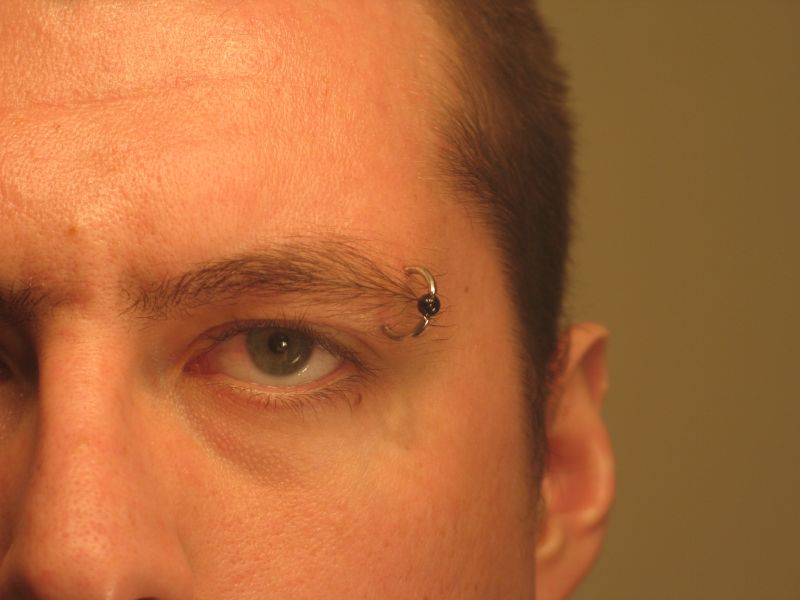

### Cheek (policzek)
Piercing ten może mieć dwa warianty:
- Zwykły, tzn. przebijający się do jamy ustnej
- Powierzchniowy, przyczepiony na tzw. dermal anchor (kotwicy skórnej).

Drugi wariant ma tę zaletę, że nie przebija on policzka do jamy ustnej, zmniejszając ryzyko zakażenia. Wadą jest zaś dłuższy czas leczenia.
Piercing ten jest zwykle wykonywany w miejscu pojawiania się dołków, gdyż tam jest najmniejsze ryzyko uszkodzenia innej tkanki.

### Niekorzystne efekty noszenia kolczyków w świetle badań naukowych
Do najczęstszych powikłań związanych z noszeniem kolczyków zalicza się:
- stan zapalny
- bliznowce
- utratę tkanki pod wpływem zerwania
- rozczłonkowanie płatków uszu

Wśród dzisiejszego społeczeństwa tradycyjne kolczyki są codziennym elementem u ludzi, którzy przekłuli sobie wcześniej płatki uszu. Niemniej przekłute uszy stanowią poważne ryzyko zdrowotne, w miejscu przekłucia może bowiem dojść infekcji lub rozerwania płatka ucha w razie nieumyślnego zaczepienia kolczyka o inny przedmiot.
(ang. Pierced earrings are commonplace in today's society for people who have pierced ears. Pierced ears, however, present some health hazards including infection and tearing of the earlobe if the earring should be accidentally snagged.)

Zarejestrowano zależność pomiędzy wczesnym przekłuwaniem uszu u dziewczynek, a występującym później rozwojem alergii.
Według prof. Ewy Czarnobilskiej (kierownik zespołu prowadzącego badania) główną przyczyną występowania odczynu alergicznego wymienianą przez alergologów jest obecność niklu jako składnika stopów do produkcji kolczyków – przy czym nieistotny jest deklarowany przez producenta rodzaj metalu, z jakiego wykonana jest biżuteria, gdyż nikiel jest standardowym składnikiem.
Objawy alergii widoczne są w postaci wyprysków skórnych. Objaw ten jest często tłumaczony alergią pokarmową (np. na mleko), tymczasem przyczyna leży w kontakcie kolczyka (jonów niklu) z układem immunologicznym.
Ciekawym jest fakt, iż zaprzestanie noszenia kolczyków przez dziecko nie skutkuje zniknięciem objawów alergii. Układ immunologiczny zapamiętuje obecność jonów niklowych, które przez pewien okres życia występowały we krwi i limfie człowieka. Mimo zaprzestania noszenia kolczyków u dziecka może występować reakcja alergiczna na:
- metalowe części garderoby
- aparaty ortodontyczne
- protezy dentystyczne
- płytki ortopedyczne
- potrawy gotowane w garnkach z dodatkiem niklu
- margarynę (nikiel jest katalizatorem uwodorniającym tłuszcze nienasycone)
- monety (w szczególności jednozłotowe)
- czekoladę
- orzechy
- warzywa strączkowe
- wino
- piwo.

W świetle badań alergologicznych na próbie 428 uczniów w wieku 7–8 i 16–17 lat stwierdzono, że:
- u 30% badanych wystąpiła alergia na nikiel
- alergia występowała częściej u dziewcząt, które miały założone kolczyki we wczesnym dzieciństwie.

Innymi objawami alergii na nikiel są:
- nawracające infekcje
- ataki astmy
- przewlekłe zapalenie krtani.